# Население Херсона
Население Херсона по состоянию на 1 марта 2015 года составляло 296 161 человек, население других населенных пунктов, подчиненных Херсонскому горсовету — 38 409 человек. В частности в поселках городского типа Антоновка, Зеленовка, Камышаны, Надднепрянское проживало 26 913 человек, в селах Богдановка, Петровка, Степановка и поселках Инженерное, Зимовник, Молодёжное, Благовещенское, Приозёрное, Солнечное — 11 496 человек. Общее население Херсонского горсовета на 1 марта 2015 года — 334 570 человек, что составляет 31,4 % населения области. В начале 2014 года по численности населения среди городов Украины Херсон занимал 16 место.

## Историческая динамика
| 1840   | 1897   | 1926   | 1939   | 1959    | 1970    | 1979    | 1989    | 2001    | 2008    | 2014    |
| ------ | ------ | ------ | ------ | ------- | ------- | ------- | ------- | ------- | ------- | ------- |
| 19 577 | 59 076 | 57 376 | 96 987 | 157 995 | 260 687 | 318 908 | 355 379 | 328 360 | 308 837 | 297 593 |

## Возрастная структура
Средний возраст населения Херсонского горсовета по переписи 2001 составил 38,2 лет. Средний возраст мужчин на 4,3 года меньше, чем у женщин (35,9 и 40,2). В возрасте младше трудоспособного находилось 60 854 человек (16,6 %), в трудоспособном возрасте — 226 542 человек (61,7 %), в возрасте старше трудоспособного — 79 716 человек (21,7 %). В городе преобладали женщины, которых насчитывалось 199 142 человек (54,2 %), в то время как мужчин 168 046 (45,8 %).
По состоянию на 1 января 2014 года половозрастное распределение населения Херсонского горсовета было следующим:
| возраст     | мужчины | женщины | оба пола |
| ----------- | ------- | ------- | -------- |
| 0-14        | 23 566  | 22 247  | 45 813   |
| 15-64       | 108 874 | 125 192 | 234 066  |
| 65 и старше | 16 839  | 34 617  | 51 456   |

## Национальный состав
Динамика национального состава населения Херсона по данным переписей, %
|          | 1850-е | 1926 | 1939 | 1959 | 1989 | 2001 |
| -------- | ------ | ---- | ---- | ---- | ---- | ---- |
| украинцы | 40,3   | 36,0 | 60,9 | 63,0 | 66,0 | 75,7 |
| русские  | 16,7   | 36,0 | 19,4 | 29,0 | 29,2 | 20,0 |
| евреи    | 41,4   | 25,3 | 16,6 | 6,0  | 1,9  | 0,5  |

## Языковой состав
Динамика родного языка населения Херсона по переписям, %
| язык       | 1897 | 1926 | 1989 | 2001 |
| ---------- | ---- | ---- | ---- | ---- |
| украинский | 19,6 | 16,3 | 45,5 | 53,4 |
| русский    | 47,2 | 66,4 | 53,0 | 45,3 |
| еврейский  | 29,1 | 14,7 | 0,1  | 0,01 |

Родной язык населения по данным переписи 2001 года:
| Язык       | Численность, чел. | Доля     |
| ---------- | ----------------- | -------- |
| Украинский | 173 102           | 53,36 %  |
| Русский    | 147 091           | 45,34 %  |
| Другое     | 4231              | 1,30 %   |
| Итого      | 324 424           | 100,00 % |

Родные языки населения районов Херсона по переписи 2001 года, %
|                   | украинский | русский | армянский | белорусский | цыганский |
| Херсон            | 53,4       | 45,3    | 0,17      | 0,13        | 0,05      |
| ----------------- | ---------- | ------- | --------- | ----------- | --------- |
| Днепровский район | 56,7       | 42,2    | 0,20      | 0,15        | 0,08      |
| Суворовский район | 54,1       | 44,7    | 0,14      | 0,15        | 0,04      |
| Корабельный район | 50,3       | 48,2    | 0,18      | 0,09        | 0,04      |

В августе 2012 года русский язык получил в городе статус регионального.
19 октября 2018 года русский потерял статус регионального языка в Херсоне, за это решение проголосовали 33 из 38 депутатов Херсонского городского совета.
В настоящее время украинский язык является единственным официальным языком города.
Вторжение России на Украину спровоцировало новую волну украинизации в городе, всё больше людей предпочитают говорить на [
украинском языке.
Во время оккупации правобережной части Херсонской области Россия подвергала город насильственной русификации и принимала меры для искоренения в нём украинского языка: оккупационными властями в Херсоне уничтожалась украиноязычная литература и массово распространялись листовки и билборды, гласящие, что «русские и украинцы — один народ, единое целое». В школах преподавали только на русском.